# Himeka Nakamoto
Pour les articles homonymes, voir Nakamoto.
Himeka Nakamoto (中元 日芽香, Nakamoto Himeka), née le 13 avril 1996 dans la préfecture de Hiroshima, est une ancienne chanteuse pop et idole japonaise, membre de groupe d'idoles Nogizaka46 de 2011 à 2017.

## Présentation
Himeka Nakamoto naît dans la préfecture de Hiroshima le 13 avril 1996, elle mesure actuellement 1,58 m. Elle est la sœur aînée de Suzuka Nakamoto (Su-metal) du groupe Babymetal et auparavant de Sakura Gakuin.

## Biographie
Au début des années 2000, avant ses débuts professionnels, Nakamoto était étudiante comme sa petite sœur Suzuka Nakamoto à l'école artistique Actors School Hiroshima dans sa ville natale, là où avait travaillé auparavant le célèbre groupe féminin japonais Perfume.
Durant les années suivantes, elle et sa famille déménagent pas loin de la capitale de Tokyo.
Elle commence sa carrière de chanteuse dans un premier groupe d'idoles SPL∞ASH.
Sa sœur ayant intégré un nouveau groupe Sakura Gakuin en 2010, en 2011, les auditions pour un nouveau groupe sont annoncées et débutent en juin et se terminent le week-end du 20 et 21 août où 56 finalistes doivent s'affronter pour 36 places. Himeka s'inscrit pour auditionner parmi 38 934 personnes au total. Lors des auditions, Nakamoto interprète une chanson Aitakatta du groupe AKB48. Elle est choisie avec de nombreuses jeunes filles pour intégrer et former la 1re génération du groupe de Nogizaka46, fondé par le producteur Yasushi Akimoto, désormais désigné comme rival officiel du célèbre groupe AKB48 du même producteur.
Fin janvier 2012, elle est diplômée du collège et passe au lycée.
Nakamoto est l'un des membres du groupe à avoir très peu participé aux chansons principales des singles du groupe, elle reste en revanche très active sur les chansons face B. Elle est pour la première fois sélectionnée pour participer à une nouvelle chanson face A Barette du 7e single de Nogizaka46 portant le même titre, après une annonce faite le 6 octobre 2013 au cours d'un concert de la première tournée nationale du groupe Manatsu no Zenkoku Tour 2013. Le single sort en novembre suivant.
Nakamoto s'est intéressée à une carrière dans le domaine de la santé mentale après avoir suivi des séances de conseil psychologique lorsqu'elle était membre de Nogizaka46. Elle a suivi une formation pour devenir conseillère en réflexologie des mains et en thérapie cognitivo-comportementale, puis s'est inscrite à la Faculté des sciences humaines de l'e-école de l'Université de Waseda en avril 2018. Elle a obtenu son diplôme de Waseda en mars 2023.
Le 20 novembre, le site web officiel de Nakamoto a été lancé. Elle a obtenu la certification de conseillère en santé mentale de l'Association japonaise des conseillers promotionnels et travaille en tant que conseillère et formatrice tout en poursuivant ses études. Elle propose des séances de conseil via son propre service basé sur Skype, le "Monica and Me Counseling Salon" (カウンセリングサロン モニカと私), pour répondre aux besoins de ceux qui ne peuvent pas quitter leur domicile ou qui sont préoccupés par la stigmatisation des problèmes de santé mentale. Comme plusieurs autres anciens membres de Nogizaka46, elle est toujours sous contrat avec la direction de Nogizaka46 et participe à des apparitions publiques liées à sa profession actuelle.
Nakamoto a eu sa propre rubrique de consultation dans le programme radio NHK Hiroshima Hiroshima Koiraji (ひろしまコイらじ) à partir de mars 2021, et anime le podcast Himeka Nakamoto's 'Na' sur Nippon Cultural Broadcasting depuis juin. Son autobiographie, intitulée "Thank You, Me: Graduating from Nogizaka46 and Becoming a Psychological Counselor", a été publiée le 22 juin.

## Discographie en groupe
Avec Nogizaka46
| #       | Date de sortie   | Titre                         | Titre original         | A participé aux chansons                                                       |
| Albums  | Albums           | Albums                        | Albums                 | Albums                                                                         |
| ------- | ---------------- | ----------------------------- | ---------------------- | ------------------------------------------------------------------------------ |
| 1       | 7 janvier 2015   | Tōmei na Iro                  | 透明な色               | Jiyū no Kanata                                                                 |
| 2       | 25 mai 2016      | Sorezore no Isu               | それぞれの椅子         | Yokubō no Reincarnation Shitsuren Shitara Ko o Arae                            |
| Singles |                  |                               |                        |                                                                                |
| 1       | 22 février 2012  | Guru Guru Curtain             | ぐるぐるカーテン       | Hidari Mune no Yūki Aitakatta Kamoshirenai Nogizaka no Uta Ushinaitakunai Kara |
| 2       | 2 mai 2012       | Oide Shampoo                  | おいでシャンプー       | Ōkami ni Kuchibue wo                                                           |
| 3       | 22 août 2012     | Hashire! Bicycle              | 走れ! Bicycle          | Namida ga Mada Kanashimi datta Koro Kairyū no Shima yo                         |
| 4       | 19 décembre 2012 | Seifuku no Mannequin          | 制服のマネキン         | Haru no Melody                                                                 |
| 5       | 13 mars 2013     | Kimi no Na wa Kibō            | 君の名は希望           | Shakiiism 13nichi no Kinyōbi                                                   |
| 6       | 3 juillet 2013   | Girl's Rule                   | ガールズルール         | Kōmori yo Senpūki Ningen to iu Gakki                                           |
| 7       | 27 novembre 2013 | Barette                       | バレッタ               | Barrette Tsuki no Ōkisa Sonna baka na... Yasashisa Towa                        |
| 8       | 2 avril 2014     | Kizuitara Kataomoi            | 気づいたら片思い       | Umareta Mama de                                                                |
| 9       | 9 juillet 2014   | Natsu no Free & Easy          | 夏のFree&Easy          | Koko ni Iru Riyū                                                               |
| 10      | 8 octobre 2014   | Nandome no Aozora ka?         | 何度目の青空か？       | Ano Hi Boku wa Tossa ni Uso wo Tsuita                                          |
| 11      | 18 mars 2015     | Inochi wa Utsukushii          | 命は美しい             | Kimi wa Boku to Awanai Hō ga Yokatta no Kana                                   |
| 12      | 22 juillet 2015  | Taiyō Knock                   | 太陽ノック             | Wakaregiwa, Motto Suki ni Naru                                                 |
| 13      | 28 octobre 2015  | Ima, Hanashitai Dareka ga Iru | 今、話したい誰かがいる | Shitto no Kenri Otona e no Chikamichi                                          |
| 14      | 23 mars 2016     | Harujion ga Sakukoro          | ハルジオンが咲く頃     | Futōgou                                                                        |
| 15      | 27 juillet 2016  | Hadashi de Summer             | 裸足でSummer           | Hadashi de Summer Boku Dake no Hikari                                          |
| 16      | 9 novembre 2016  | Sayonara no Imi               | サヨナラの意味         | Sayonara no Imi Kodoku na Aozora Kimi ni Okuru Hana ga Nai                     |